# Imanol García
Imanol García Lugea (Ezcároz, 26 dicembre 1995) è un calciatore spagnolo, centrocampista del Persik Kediri.

## Biografia
È il fratello minore di Unai García Lugea, a sua volta calciatore.

## Carriera
Cresciuto nel San Juan, nel 2015 passa all'Osasuna, che lo inserisce nella seconda squadra. Il 18 settembre 2016 esordisce in Primera División, nel pareggio per 0-0 contro il Celta Vigo, giocando per la prima volta in carriera insieme al fratello. Rimasto svincolato, il 1º luglio 2017 firma un annuale con il Villarreal B, con cui sfiora la promozione in Segunda División. L'11 luglio 2018 fa ritorno all'Osasuna, legandosi al club di Pamplona fino al 2020; poco impiegato nei primi mesi di stagione, il 20 novembre passa in prestito al Gimnàstic. Il 19 luglio 2019 si svincola dal club navarrino e firma un contratto annuale con il Córdoba.

## Statistiche

### Presenze e reti nei club
Statistiche aggiornate al 30 giugno 2019.
| Stagione        | Squadra         | Campionato      | Campionato | Campionato | Coppe nazionali | Coppe nazionali | Coppe nazionali | Coppe continentali | Coppe continentali | Coppe continentali | Altre coppe | Altre coppe | Altre coppe | Totale | Totale |
| Stagione        | Squadra         | Comp            | Pres       | Reti       | Comp            | Pres            | Reti            | Comp               | Pres               | Reti               | Comp        | Pres        | Reti        | Pres   | Reti   |
| --------------- | --------------- | --------------- | ---------- | ---------- | --------------- | --------------- | --------------- | ------------------ | ------------------ | ------------------ | ----------- | ----------- | ----------- | ------ | ------ |
| 2016-2017       | Osasuna         | PD              | 8          | 0          | CR              | 2               | 0               | -                  | -                  | -                  | -           | -           | -           | 10     | 0      |
| 2017-2018       | Villarreal B    | SDB             | 33+6       | 1          | -               | -               | -               | -                  | -                  | -                  | -           | -           | -           | 39     | 1      |
| ago.-nov. 2018  | Osasuna         | SD              | 3          | 0          | CR              | 0               | 0               | -                  | -                  | -                  | -           | -           | -           | 3      | 0      |
| Totale Osasuna  | Totale Osasuna  | Totale Osasuna  | 11         | 0          |                 | 2               | 0               |                    | -                  | -                  |             | -           | -           | 13     | 0      |
| nov. 2018-2019  | Gimnàstic       | SD              | 24         | 1          | CR              | -               | -               | -                  | -                  | -                  | -           | -           | -           | 24     | 1      |
| Totale carriera | Totale carriera | Totale carriera | 68+6       | 2          |                 | 2               | 0               |                    | -                  | -                  |             | -           | -           | 76     | 2      |